# Mycetophila forcipata
Mycetophila forcipata är en tvåvingeart som beskrevs av Lundstrom 1913. Mycetophila forcipata ingår i släktet Mycetophila och familjen svampmyggor. Arten är reproducerande i Sverige. Inga underarter finns listade i Catalogue of Life.